# St. Louis Association Foot Ball League
La St. Louis Association Foot Ball League è stata una lega calcistica statunitense attiva tra il 1890 e il 1910.
Si considera storicamente una delle prime leghe per lo sviluppo del football negli Stati Uniti tra la fine del XIX secolo e l'inizio del XX secolo.

## Storia
St. Louis divenne attiva nel calcio già nel 1890 con la costituzione della St. Louis Association Foot Ball League. Nel 1907 si ebbe la fondazione della St. Louis Soccer League dove confluirono gran parte delle formazioni, determinando la chiusura della lega.

## Albo d'oro
| Anno      | Campione                   |
| --------- | -------------------------- |
| 1890-1891 | St. Louis Kensingtons      |
| 1891-1892 | St. Louis Kensingtons      |
| 1892-1893 | St. Louis Blue Bella       |
| 1893-1894 | St. Louis St. Teresa's     |
| 1894-1895 | St. Louis St. Teresa's     |
| 1895-1896 | St. Louis St. Teresa's     |
| 1896-1897 | St. Louis Cycling Club     |
| 1897-1898 | St. Louis Shamrocks        |
| 1898-1899 | St. Louis Shamrocks        |
| 1899-1900 | St. Louis West Ends        |
| 1900-1901 | St. Louis West Ends        |
| 1901-1902 | St. Louis West Ends        |
| 1902-1903 | St. Louis Women's Magazine |
| 1903-1904 | St. Louis All-Stars        |
| 1904-1905 | St. Louis All-Stars        |
| 1905-1906 | St. Leo's                  |
| 1906-1907 | St. Leo's                  |
| 1907-1908 | St. Leo's                  |
| 1908-1909 | St. Louis New Tariffs      |
| 1909-1910 | St. Louis Keen Kutters     |

| Campione                    | n° Campionati |
| St. Louis St. Teresa's      | 3             |
| St. Louis West Ends         | 3             |
| St. Louis Kensingtons       | 2             |
| St. Louis Shamrocks         | 2             |
| St. Louis All-Stars         | 2             |
| St. Leo's                   | 2             |
| St. Louis Blue Bella        | 1             |
| St. Louis Cycling Club      | 1             |
| St. Louis Woman's Magazines | 1             |
| St. Louis New Tariffs       | 1             |
| St. Louis Keen Kutters      | 1             |